# ベリキュー!
『ベリキュー!』は、2008年3月31日から同年10月3日までテレビ東京系列で平日深夜に放送されていたハロー!プロジェクトメンバー出演のテレビ番組である。ハイビジョン制作。
Berryz工房と℃-uteといったユニット名を合成した番組タイトルとなっていた。

## 概要
この番組では、主にメイン出演者であるBerryz工房と℃-uteによるガチンコ対決バラエティを放送した。また、両ユニットやモーニング娘。の曲のPVやそのメイキング映像も放送した。コンサートツアーの裏側を放送するとも告知されていたが叶わなかった。

## 出演者

### ハロー!プロジェクト
- Berryz工房
- ℃-ute
- 真野恵里菜（オープニングに登場）
  - 上記メンバーの他にモーニング娘。とHigh-KingのPV撮影の様子なども放送された。ハロー!プロジェクト側の出演者は全員『よろセン!』も続投。

### 吉本興業
- あべこうじ
- 高橋茂雄（サバンナ）
- 菊地智義（ポテト少年団）
- 小籔千豊（吉本新喜劇座長、2006年 - ）
- ケンドーコバヤシ

## その他
- 同時期に放送されていた「ハロモニ@」（テレビ東京では日曜12:25 - 12:49に放送）では、主にモーニング娘。が出演したため、この番組を含めてワンダフルハーツのメンバーが出演している事になる。なお、同番組は2008年9月28日を以て終了した。
- 当初の予定では2008年9月27日未明（26日深夜）に最終回となる予定であったが、全く収まりきらないことが判明したため、9月27日は「今夜で最終回です。」として放送し、9月30日 - 10月4日（9月29日深夜 - 10月3日深夜）に改めて最終回「ベリキュー!ファイナルウィーク」が放送された。
- そして、同年10月7日未明（6日深夜）からこの番組の後番組である『よろセン!』が放送されているため、テレビ東京系列で放送される唯一のハロー!プロジェクトの番組となる。ただし、この番組も2009年3月28日未明（27日深夜）に終了した。

## スタッフ
- 企画：橋山厚志、緒方真二
- 構成：どっこいサブ、遠藤敬、森
- カメラ：田宮長昭
- VE：大高浩
- 音声：増田周生
- 照明：中原淳一、木村伸
- スタイリスト：小島涼子
- メイク：竹邑事務所、VANITOS
- CG：glow, M'z planning
- 編集：五郎丸亮（e-naスタジオ）
- 効果：久坂惠紹（戯音工房）
- AD：森田惇
- ディレクター：相澤幸一、森田崇士
- AP：新潟竜大（テレビ東京ミュージック）
- プロデューサー：両角誠（SSM　元 八峯テレビ制作部）、柴幸伸（テレビ東京）、北島英光（テレビ東京ミュージック）
- 技術協力：八峯テレビ、FLT
- 企画協力：アップフロントワークス
- 制作協力：アップフロントエージェンシー（現：アップフロントプロモーション）、アクロ
- 制作プロダクション：エス・エス・エム
- 製作著作：テレビ東京、テレビ東京ミュージック

## 放送時間
| 対象地域   | 放送局               | 系列           | 放送日時（JST）                                             |
| ---------- | -------------------- | -------------- | ----------------------------------------------------------- |
| 関東広域圏 | テレビ東京（制作局） | テレビ東京系列 | 火曜・水曜・金曜0:53 - 1:00 木曜1:13 - 1:20 土曜1:53 - 2:00 |
| 大阪府     | テレビ大阪           | テレビ東京系列 | 火曜・水曜・金曜0:53 - 1:00 木曜1:13 - 1:20 土曜1:53 - 2:00 |

- 上記のネット局はすべて『歌ドキッ! 〜ポップクラシックス〜』から引き継いでいた。他のTXN系列4局およびBSジャパン（現：BSテレビ東京）では放送されなかった。

## DVD
他のハロー!プロジェクト ミニ番組と同様、DVD化された。
- ベリキュー!Vol.1（2009年5月27日）
- ベリキュー!Vol.2（同上）
- ベリキュー!Vol.3（2009年6月24日）
- ベリキュー!Vol.4（同上）
- ベリキュー!Vol.5（2009年7月22日）
- ベリキュー!Vol.6（同上）
- ベリキュー!Vol.7〜ウラベリキュー!〜（2009年8月26日）
- ベリキュー!Vol.8〜ウラベリキュー!〜（同上）